# Untitled (2017)
Untitled ist eine österreichisch-deutsche-Koproduktion aus dem Jahr 2017 von Michael Glawogger und Monika Willi. Die Premiere des Dokumentarfilmes erfolgte im Februar 2017 im Rahmen der 67. Internationalen Filmfestspiele Berlin. In Österreich eröffnete der Film die Diagonale 2017, der Kinostart erfolgte am 31. März 2017. In Deutschland kam der Film am 26. Oktober 2017 in die Kinos.

## Inhalt
Dem Film liegt das Prinzip der Serendipität zugrunde. Michael Glawogger meinte dazu, dass der Film ein Bild der Welt entstehen lassen soll, „wie es nur gemacht werden kann, wenn man keinem Thema nachgeht, keine Wertung sucht und kein Ziel verfolgt. Wenn man sich von nichts treiben lässt außer der eigenen Neugier und Intuition.“
Zu sehen sind unter anderem durch Krieg zerstörte Geisterstädte in Kroatien, Ringer im Senegal, eine winterliche Berghütte in Italien, Goldsucher in Sierra Leone, einbeinige Fußballer in einem Bürgerkriegsland und ein kleines Mädchen im rosaroten Skianzug, das mit einer Kettensäge in der Hand über einen steilen Schneehang stapft. In einer Mülldeponie in der Wüste durchsuchen Kinder den frisch angelieferten Müll nach Verwertbarem.
Zu Beginn des Filmes hört man Glawogger auf der Tonspur „Der schönste Film, den ich mir vorstellen kann, ist einer, der nie zur Ruhe kommt“. Und so spürt Attila Boas Kamera der Bewegung von Menschen in verschiedensten Situationen nach: bei der Arbeit, auf der Reise, beim Tanzen und beim Ringen.

## Produktion und Hintergrund
Die Dreharbeiten fanden von Dezember 2013 bis April 2014 statt, gedreht wurde im Mittelmeerraum und in Nordwest- und Westafrika. Am 3. Dezember 2013 brach Michael Glawogger zusammen mit Attila Boa (Kamera) und Manuel Siebert (Ton) zu einem für die Dauer von rund einem Jahr geplanten „Doku-Experiment“ auf. Ohne vorgefertigtes Konzept filmte er für diesen „Film ohne Namen“ während einer Reise, die in Kroatien begann, weitere Stationen waren Bosnien-Herzegowina, Albanien, Italien, Marokko, die Westsahara, Mauretanien, Senegal, Mali, Guinea, Sierra Leone und zuletzt Liberia. Über seine Reise berichtete er in den „Glawogger-Tagebüchern“, die in der Tageszeitung Der Standard sowie einem Blog der Süddeutschen Zeitung veröffentlicht wurden. Glawogger starb im April 2014 während der Dreharbeiten in Liberia an Malaria. Glawoggers langjährige Filmeditorin Monika Willi, die bereits während der Dreharbeiten mit ihm an dem Film gearbeitet hatte, nahm sich seinem rund 70 Stunden umfassenden Videomaterial an und realisierte daraus diesen Film.
Unterstützt wurde der Film vom Österreichischen Filminstitut, dem Filmfonds Wien, dem Medienboard Berlin-Brandenburg, der Medien- und Filmgesellschaft Baden-Württemberg und Eurimages, beteiligt war der Österreichische Rundfunk. Produziert wurde der Film von der österreichischen Lotus Film, Koproduzent waren die deutsche Razor Film.
Die Texte von Glawogger werden von Birgit Minichmayr in der deutschsprachigen bzw. von Fiona Shaw in der englischsprachigen Fassung gelesen.
Der Film wurde 2018 im Rahmen der Edition österreichischer Film von Hoanzl und dem Standard auf DVD veröffentlicht.

## Rezeption
Die Jugendmedienkommission schrieb in ihrer Beurteilung, dass die realistischen und teilweise sehr harten Aufnahmen von Menschen, die vom Müll leben sowie kriegszerstörten Häusern, einer Prügelszene und vor allem der Tötung und Häutung einer Ziege und von Tierkadavern sehr intensiv seien. Die Szenenabfolge würde sehr willkürlich erscheinen, sodass man sich fragt, worum es eigentlich geht.
Der Standard bezeichnete den Film als eindringlich, weil er zugleich zwei Bewegungen aufgreifen würde: „eine begleitet den Blick des Reisenden, während sich die zweite von Glawogger schon ein Stück entfernt und bereits seiner Art, die Welt zu betrachten, Reverenz erweist.“

## Auszeichnungen und Nominierungen
Diagonale 2017
- Auszeichnung in der Kategorie Beste Bildgestaltung Dokumentarfilm (Attila Boa)

Deutscher Kamerapreis 2017
- Auszeichnung in der Kategorie Beste Kamera Dokumentarfilm (Attila Boa)[15]

Fünf Seen Filmfestival 2017
- Auszeichnung mit dem Fünf Seen Dokumentarfilmpreis für Michael Glawogger (posthum) und Monika Willi

Viennale 2017
- Auszeichnung mit dem Wiener Filmpreis

Hong Kong International Film Festival 2017
- Nominierung für den Golden Firebird Award[16]

Madrid International Documentary Film Festival 2017
- Nominierung Best Feature-Length Documentary

Millennium Docs Against Gravity 2017
- Nominierung Documentary Academy Award

Österreichischer Filmpreis 2018
- Auszeichnung in der Kategorie Bester Dokumentarfilm
- Auszeichnung in der Kategorie Beste Musik
- Auszeichnung in der Kategorie Bester Schnitt
- Auszeichnung in der Kategorie Beste Tongestaltung (Originalton: Manuel Siebert, Sounddesign: Matz Müller, Erik Mischijew, Mischung: Tobias Fleig)
- Nominierung in der Kategorie Beste Kamera[17][18]